# 임대근
임대근(林大根, 1959년~)은 대한민국의 언론인이다. 안동MBC의 사장을 역임했다.

## 주요 경력
- MBC 보도본부 베를린 특파원
- MBC 보도본부 국장
- 안동MBC 사장